# Slåtthaug kunstisbane
De Slåtthaug kunstisbane is een ijsbaan in Bergen in de provincie Vestland in het zuiden van Noorwegen. De openlucht-kunstijsbaan is geopend in 1991 en ligt op 61 meter boven zeeniveau. De ijsbaan heeft verschillende Noorse kampioenschappen mogen organiseren.

## Grote wedstrijden
Wereldbekerwedstrijden
- 1994/1995 - Wereldbeker 4 mannen

Nationale kampioenschappen
- 1993 - NK afstanden mannen/vrouwen
- 1997 - NK allround mannen/vrouwen
- 1999 - NK afstanden mannen/vrouwen
- 2003 - NK allround mannen/vrouwen
- 2007 - NK sprint mannen/vrouwen
- 2010 - NK allround mannen/vrouwen
- 2013 - NK sprint mannen/vrouwen

## Fana Idrettslag
De vereniging Fana Idrettslag maakt gebruik van de Slåtthaug kunstisbane. De volgende bekende schaatsers zijn (ex-)lid van Fana Idrettslag:
- Remi Hereide
- Ann Kristin Kloster
- Preben Kristensen
- Håvard Holmefjord Lorentzen
- Frida van Megen
- Eirik Lunde Pedersen
- Sverre Lunde Pedersen
- Morten Stordal
- Rune Stordal
- Ronny Yndestad